# Grande Prêmio de Detroit de 1983
Resultados do Grande Prêmio de Detroit de Fórmula 1 realizado em Detroit em 5 de junho de 1983. Sétima etapa do campeonato, foi vencido pelo italiano Michele Alboreto da Tyrrell-Ford, com Keke Rosberg em segundo pela Williams-Ford e John Watson em terceiro pela McLaren-Ford.

## Resumo
Um furo no pneu traseiro esquerdo do Brabham faltando 10 voltas impediu que Nelson Piquet vencesse a corrida e reassumisse a liderança do campeonato. Em Detroit, assim como em Long Beach (prova realizada na segunda etapa), do primeiro ao sexto colocado (os que pontuavam naquela época), cinco pilotos estava com o carro equipado com o motor aspirado. Apenas o quarto colocado era turbo. Foi o último reinado dos motores aspirados, antes do retorno definitivo em 1989.
Última vitória da Tyrrell e dos motores Ford Cosworth na categoria.

## Classificação

### Treinos oficiais
| Pos.    | Nº | Piloto             | Equipe            | Q1       | Q2       | Grid    |
| ------- | -- | ------------------ | ----------------- | -------- | -------- | ------- |
| 1       | 28 | René Arnoux        | Ferrari           | 2:08.851 | 1:44.734 | —       |
| 2       | 5  | Nelson Piquet      | Brabham-BMW       | 2:11.506 | 1:44.933 | + 0.199 |
| 3       | 27 | Patrick Tambay     | Ferrari           | 2:10.994 | 1:45.991 | + 1.257 |
| 4       | 11 | Elio de Angelis    | Lotus-Renault     | 2:09.601 | 1:46.258 | + 1.524 |
| 5       | 29 | Marc Surer         | Arrows-Ford       | 2:09.292 | 1:46.745 | + 2.011 |
| 6       | 3  | Michele Alboreto   | Tyrrell-Ford      | 2:08.198 | 1:47.013 | + 2.279 |
| 7       | 16 | Eddie Cheever      | Renault           | 2:08.418 | 1:47.334 | + 2.600 |
| 8       | 22 | Andrea de Cesaris  | Alfa Romeo        | 2:08.034 | 1:47.453 | + 2.719 |
| 9       | 35 | Derek Warwick      | Toleman-Hart      | s/ tempo | 1:47.534 | + 2.800 |
| 10      | 30 | Thierry Boutsen    | Arrows-Ford       | 2:11.107 | 1:47.586 | + 2.852 |
| 11      | 33 | Roberto Guerrero   | Theodore-Ford     | 2:08.496 | 1:47.701 | + 2.967 |
| 12      | 1  | Keke Rosberg       | Williams-Ford     | 2:06.382 | 1:47.728 | + 2.994 |
| 13      | 15 | Alain Prost        | Renault           | 2:15.731 | 1:47.855 | + 3.121 |
| 14      | 12 | Nigel Mansell      | Lotus-Ford        | 2:07.792 | 1:48.395 | + 3.661 |
| 15      | 6  | Riccardo Patrese   | Brabham-BMW       | 2:17.489 | 1:48.537 | + 3.803 |
| 16      | 4  | Danny Sullivan     | Tyrrell-Ford      | 2:18.758 | 1:48.648 | + 3.914 |
| 17      | 36 | Bruno Giacomelli   | Toleman-Hart      | 2:13.205 | 1:48.785 | + 4.051 |
| 18      | 8  | Niki Lauda         | McLaren-Ford      | 2:09.019 | 1:48.992 | + 4.258 |
| 19      | 25 | Jean-Pierre Jarier | Ligier-Ford       | 2:07.652 | 1:48.994 | + 4.260 |
| 20      | 2  | Jacques Laffite    | Williams-Ford     | 2:13.080 | 1:49.245 | + 4.511 |
| 21      | 7  | John Watson        | McLaren-Ford      | 2:10.632 | 1:49.250 | + 4.516 |
| 22      | 9  | Manfred Winkelhock | ATS-BMW           | 2:12.092 | 1:49.466 | + 4.732 |
| 23      | 26 | Raul Boesel        | Ligier-Ford       | 2:12.164 | 1:49.540 | + 4.806 |
| 24      | 32 | Piercarlo Ghinzani | Osella-Alfa Romeo | 2:15.556 | 1:49.885 | + 5.151 |
| 25      | 23 | Mauro Baldi        | Alfa Romeo        | 2:11.169 | 1:49.916 | + 5.182 |
| 26      | 34 | Johnny Cecotto     | Theodore-Ford     | 2:14.547 | 1:51.709 | + 6.975 |
| 27‡     | 31 | Corrado Fabi       | Osella-Ford       | 2:15.085 | 1:53.516 | + 8.782 |
| Fontes: |    |                    |                   |          |          |         |

### Corrida
| Pos.    | Nº | Piloto             | Construtor        | Voltas | Tempo/Diferença  | Grid | Pontos |
| ------- | -- | ------------------ | ----------------- | ------ | ---------------- | ---- | ------ |
| 1       | 3  | Michele Alboreto   | Tyrrell-Ford      | 60     | 1:50:53.669      | 6    | 9      |
| 2       | 1  | Keke Rosberg       | Williams-Ford     | 60     | + 7.702          | 12   | 6      |
| 3       | 7  | John Watson        | McLaren-Ford      | 60     | + 9.283          | 21   | 4      |
| 4       | 5  | Nelson Piquet      | Brabham-BMW       | 60     | + 1:12.185       | 2    | 3      |
| 5       | 2  | Jacques Laffite    | Williams-Ford     | 60     | + 1:32.603       | 20   | 2      |
| 6       | 12 | Nigel Mansell      | Lotus-Ford        | 59     | + 1 volta        | 14   | 1      |
| 7       | 30 | Thierry Boutsen    | Arrows-Ford       | 59     | + 1 volta        | 10   |        |
| 8       | 15 | Alain Prost        | Renault           | 59     | + 1 volta        | 13   |        |
| 9       | 36 | Bruno Giacomelli   | Toleman-Hart      | 59     | + 1 volta        | 17   |        |
| 10      | 26 | Raul Boesel        | Ligier-Ford       | 58     | + 2 voltas       | 23   |        |
| 11      | 29 | Marc Surer         | Arrows-Ford       | 58     | + 2 voltas       | 5    |        |
| 12      | 23 | Mauro Baldi        | Alfa Romeo        | 56     | + 4 voltas       | 25   |        |
| Ret     | 8  | Niki Lauda         | McLaren-Ford      | 49     | Suspensão        | 18   |        |
| NC      | 33 | Roberto Guerrero   | Theodore-Ford     | 38     | Não classificado | 11   |        |
| Ret     | 34 | Johnny Cecotto     | Theodore-Ford     | 34     | Câmbio           | 26   |        |
| Ret     | 22 | Andrea de Cesaris  | Alfa Romeo        | 33     | Turbo            | 8    |        |
| Ret     | 28 | René Arnoux        | Ferrari           | 31     | Pane elétrica    | 1    |        |
| Ret     | 4  | Danny Sullivan     | Tyrrell-Ford      | 30     | Pane elétrica    | 16   |        |
| Ret     | 25 | Jean-Pierre Jarier | Ligier-Ford       | 29     | Roda             | 19   |        |
| Ret     | 9  | Manfred Winkelhock | ATS-BMW           | 26     | Colisão          | 22   |        |
| Ret     | 35 | Derek Warwick      | Toleman-Hart      | 25     | Motor            | 9    |        |
| Ret     | 6  | Riccardo Patrese   | Brabham-BMW       | 24     | Freios           | 15   |        |
| Ret     | 11 | Elio de Angelis    | Lotus-Renault     | 5      | Câmbio           | 4    |        |
| Ret     | 16 | Eddie Cheever      | Renault           | 4      | Distribuidor     | 7    |        |
| Ret     | 32 | Piercarlo Ghinzani | Osella-Alfa Romeo | 4      | Superaquecimento | 24   |        |
| Ret     | 27 | Patrick Tambay     | Ferrari           | 0      | Motor            | 3    |        |
| DNQ     | 31 | Corrado Fabi       | Osella-Ford       |        |                  |      |        |
| Fontes: |    |                    |                   |        |                  |      |        |

## Tabela do campeonato após a corrida
| Pos     | Piloto         | Pontos |
| ------- | -------------- | ------ |
| 1       | Alain Prost    | 28     |
| 2       | Nelson Piquet  | 27     |
| 3       | Patrick Tambay | 23     |
| 4       | Keke Rosberg   | 22     |
| 5       | John Watson    | 15     |
| Fontes: |                |        |

| Pos     | Construtor    | Pontos |
| ------- | ------------- | ------ |
| 1       | Renault       | 36     |
| 2       | Williams-Ford | 32     |
| 3       | Ferrari       | 31     |
| 4       | Brabham-BMW   | 27     |
| 5       | McLaren-Ford  | 25     |
| Fontes: |               |        |

- Nota: Somente as primeiras cinco posições estão listadas. Entre 1981 e 1990 cada piloto podia computar onze resultados válidos por temporada não havendo descartes no mundial de construtores.